# Michael Zimmermann (Musikwissenschaftler)

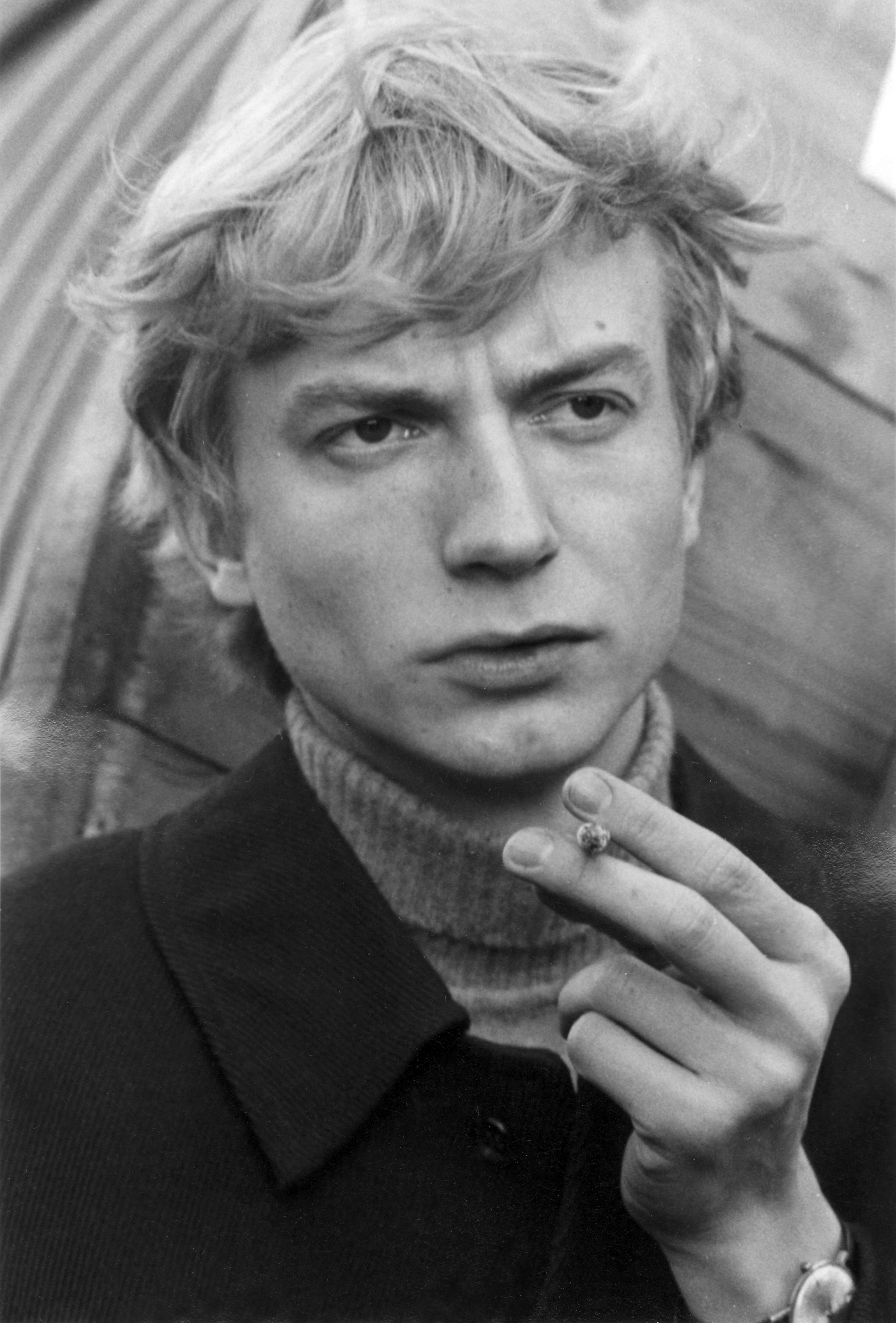
Michael Zimmermann (1969)

Michael Zimmermann (* 10. März 1941 in Berlin; † 10. Juni 1994 ebenda) war ein deutscher Musikwissenschaftler.

## Leben

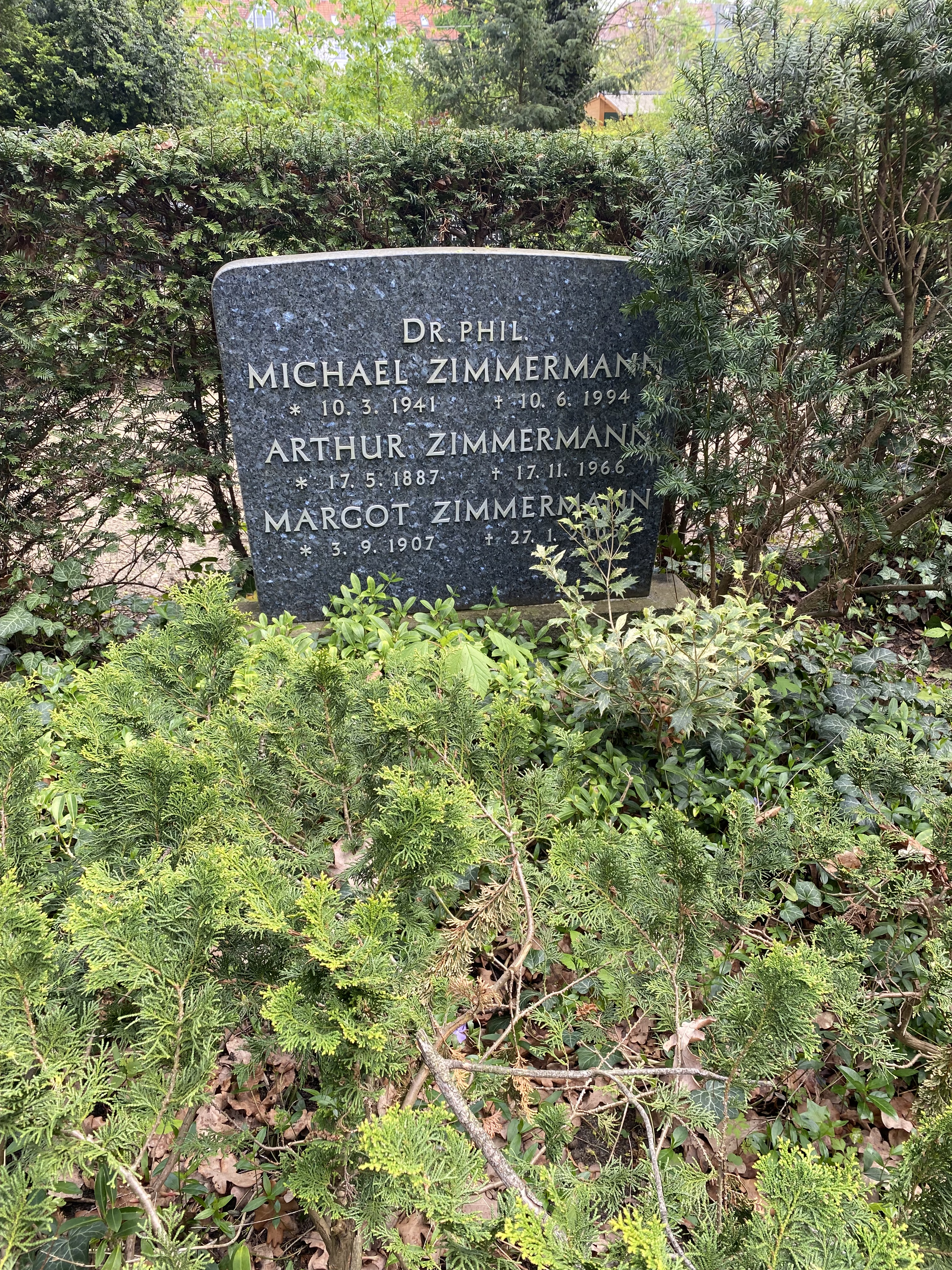
Grabstätte auf dem Friedhof Heerstraße

Zimmermann war der Sohn des Musikalienhändlers Arthur Zimmermann. Er legte sein Abitur an der Berliner Erich-Hoepner-Schule ab und studierte ab 1960 Philosophie und klassische Philologie an der Freien Universität Berlin. Auslandssemester führten ihn 1961 an die Universität Kopenhagen sowie 1961 und 1963 nach Paris an die Sorbonne. Danach setzte er seine Studien an der Universität Heidelberg fort und begann eine Dissertation über die Nachwirkung platonischer Themen in der französischen Dichtung des 19. Jahrhunderts bei Uvo Hölscher. Philosophie studierte er in Heidelberg bei Hans-Georg Gadamer und Dieter Henrich, außerdem Musikgeschichte und Romanistik. Nach dem Tod seines Vaters im Jahr 1966 kehrte er nach Berlin zurück, bestritt seinen Lebensunterhalt mit Privatstunden und arbeitete an seiner Dissertation weiter, die er später jedoch aufgab. Ab 1970 studierte er an der Technischen Universität Berlin Musikwissenschaft bei Carl Dahlhaus und Literaturwissenschaft bei Norbert Miller. 1976/77 arbeitete er als Koordinationassistent beim Funkkolleg Musik mit.  
Im Jahr 1977 wurde er mit einer Arbeit über Mallarmé und Wagner bei Carl Dahlhaus und Norbert Miller promoviert. Von da an lehrte er zunächst als Assistent von Dahlhaus und später als Akademischer Rat Musiktheorie und Musikgeschichte an der Technischen Universität Berlin.
Zimmermanns Forschungsschwerpunkte waren die Geschichte der Oper, Musikästhetik und Philosophie. Hin und wieder war er auch als Übersetzer tätig.
Die Grabstätte von Michael Zimmermann befindet sich auf dem Berliner Friedhof Heerstraße. 

## Schriften (Auswahl)

### Bücher
- „Träumerei eines französischen Dichters“. Stéphane Mallarmé und Richard Wagner. (Zugleich Dissertation 1977). Berliner Musikwissenschaftliche Arbeiten, Band 20, Katzbichler, München-Salzburg 1981, ISBN 3-87397-060-0.
- mit Carl Dahlhaus: Musik, zur Sprache gebracht. Musikästhetische Texte aus drei Jahrhunderten (= dtv 4421 dtv-Bärenreiter). Deutscher Taschenbuch-Verlag, München 1984, ISBN 3-423-04421-7; Bärenreiter Verlag ISBN 3-7618-4421-2.

### Beiträge
- Von der Polyphonie der Musikgeschichte. In: Die Musikforschung, 30. Jahrgang, 1977, Heft 2, S. 164–169.
- Gegenwärtige Tendenzen der Musikästhetik (Studieneinheit 15, Studienbegleitbrief 6). In: Funkkolleg Musik, hrsg. vom Deutschen Institut für Fernstudien an der Universität Tübingen, Mainz 1978, S. 44–83.
- Jean-Philippe Rameau (1683–1764). In: Musica, 34. Jahrgang, 1980, Heft 5, S. 445–451.
- Komponistenporträt. Aribert Reimann. In: Neue Zeitschrift für Musik, 142. Jahrgang, 1981, Heft 1, S. 29–34.
- Padrona la serva? Text und Musik im 19. und im 20. Jahrhundert. In: Für und Wider die Literaturoper: Zur Situation nach 1945. Hrsg. Sigrid Wiesmann, Laaber Verlag, 1982, S. 13–25.
- „rerum concordia discors“. Musik und Drama bei Rossini, Schopenhauer und Richard Wagner. In: Musica, 37. Jahrgang, 1983, Heft 1, S. 23–28.
- W. H. Audens Bekehrung zur Oper. In: Musica, 38. Jahrgang, 1984, Heft 3, S. 248–254.
- Jean-Philippe Rameau und die Académie Royale de musique. In: Die Musik des 18. Jahrhunderts. Neues Handbuch der Musikwissenschaft. Band 5, Hrsg. Carl Dahlhaus, Laaber 1985, S. 166–180.
- Harmlosigkeit und Melancholie bei Christian Morgenstern und Paul Hindemith. In: Hindemith-Jahrbuch XVI, 1987, Frankfurt. a. M. 1987, S. 58–72.
- Eine historische Anleitung zum Notenlesen, (Vorkurs, Studienbegleitbrief 0). In: Funkkolleg Musikgeschichte: Europäische Musik vom 12.–20. Jahrhundert. Hrsg.: Deutsches Institut für Fernstudien an der Universität Tübingen, Mainz 1987/88, S. 49–130.
- Was ist Musik? (Studieneinheit 1, Studienbegleitbrief 1). In: Funkkolleg Musikgeschichte: Europäische Musik vom 12.–20. Jahrhundert. Hrsg.: Deutsches Institut für Fernstudien an der Universität Tübingen, Mainz 1987/88, S. 11–65.
- Johannes Tinctoris und der Beginn der Neuzeit, (Studieneinheit 6, Studienbegleitbrief 3). In: Funkkolleg Musikgeschichte: Europäische Musik vom 12.–20. Jahrhundert. Hrsg.:  Deutsches Institut für Fernstudien an der Universität Tübingen, Mainz 1987/88, S. 11–53.
- Die halbe Ohnmacht der Ästhetik. Zur Abhandlung „L’Alceste d’Euripide, celles de Quinault et de Calzabigi“ von Hector Berlioz. In: Rezeptionsästhetik und Rezeptionsgeschichte in der Musikwissenschaft. Hrsg.: Hermann Danuser, Friedrich Krummacher. Laaber 1991, ISBN 3-89007-203-8.
- Hermeneutik und Ästhetik. In: Hermeneutik im musikwissenschaftlichen Kontext. Internationales Symposion Salzburg 1992 (Hrsg. Wolfgang Gratzer, Siegfried Mauser), Laaber Verlag, 1995, ISBN 3-89007-233-X.